# Bulbophyllum gracile
Bulbophyllum gracile là một loài phong lan thuộc chi Bulbophyllum.